# Хови Стар
Ховав Секулец (ивр. חובב סקולץ‎; 9 ноября 1986 года, Кирьят-Ата, Израиль), наиболее известен под своим сценическим именем Хови Стар — израильский певец. В 2016 году представил свою страну на конкурсе «Евровидение».

## Биография

### Музыкальная карьера
В 2009 году участвовал в музыкальном проекте «Родилась звезда» (ивр. כוכב נולד‎), где занял 7 место. В 2015 году, победив на шоу талантов «Следующая звезда на Евровидение» (ивр. הכוכב הבא לאירוויזיון‎), Ховав получил право представлять Израиль на конкурсе песни Евровидение 2016 с песней «Made of Stars». 12 мая 2016 года Ховав прошёл в финал конкурса «Евровидение», заняв в нём итоговое 14 место.
На 2016—2017 года анонсирован выход первого альбома Хови. Хови является актёром израильского дубляжа многих полнометражных мультипликационных фильмов.

### Личная жизнь
Родился в семье eвреeв. Родители матери - марокканский раввин Xaвив Битoн и его жена. Дедушкa по отцовской линии Давид Секулец из Румынии, a бабушҝa Maргалит poдилась в Египте. Когда ему исполнилось 4 года, родители  Шломо Секулец и Ефрат развелись. Впоследствии мать вышла замуж за баскетболиста Джоя МакКинтайра, из-за чего семье пришлось несколько раз переезжать. Учился в хедере (еврейская религиозная школа), где часто подвергался насмешкам и оскорблениям. Армейскую службу проходил в военном оркестре.
Хови является опытным стилистом и визажистом. Открытый гей. В апреле 2016 года у него произошёл конфликт на почве гомофобии с российскими пограничниками в московском аэропорту. Хови заявил, что пограничники оскорбили его и испортили ему паспорт.

## Дискография

### Синглы

#### Лид-синглы
| Год  | Название                                       | Позиции в чартах | Альбом      |
| Год  | Название                                       | ИЗР              | Альбом      |
| ---- | ---------------------------------------------- | ---------------- | ----------- |
| 2009 | «Playing With Fire»                            | —                | Без альбома |
| 2010 | «Boyfriend»                                    | —                | Без альбома |
| 2014 | «Something That I Want» при участии Alon Sharr | —                | Без альбома |
| 2016 | «Made of Stars»                                | 8                | Без альбома |

#### Дуэтные композиции
| Год  | Название                           | Альбом      |
| ---- | ---------------------------------- | ----------- |
| 2011 | «W.S.I.L» при участии Nimrod Gabay | Без альбома |